# Marc Torices
Marc Torices Robledo es un dibujante y animador barcelonés nacido en 1989. Tiene una larga trayectoria en fanzines y en el movimiento underground, así como editor de Zángano cómix. Más conocido por su creación de Cornelius, un perro "adorable perdedor" con el que consiguió con una recopilación o una "falsa antología" de lujo la "Mejor obra de Autoría Española" en el 43.º Salón Internacional del Cómic de Barcelona, con la que está haciendo un cortometraje de animación.  Con la consagración de Torices se abre “una tercera vía entre la novela gráfica sesuda y el cómic experimental" en sus propias palabras.

## Obra
- Nuevos románticos, con Ana Galvañ (Apa Apa cómics, 2014)[4]
- Cortázar, con Jesús Marchamalo (Nórdica, 2017). Premio al "Mejor Libro Ilustrado del año", otorgado por los Libreros de Navarra y "Premio a la Mejor Novela Gráfica" de 2018, del Festival Splash de Sagunt[5]
- La alegre vida del triste perro Cornelius (Apa Apa cómics, 2023).[6] Premio 2024 a la "Mejor obra de Autoría Española" del Salón Internacional del Cómic de Barcelona.